# 高育葵
高育葵（1947年—），中国女子田径运动员，主攻铁饼和铅球。她曾在伊朗德黑兰举行的1974年亚洲运动会上获得女子铁饼金牌和女子铅球银牌。